# Alex Skolnick
Alex Skolnick (29 de setembro de 1968) é um guitarrista de jazz e rock estadunidense, conhecido como membro da banda de thrash metal Testament, formada em São Francisco em 1983. 
Skolnick deixou a banda em 1992, mas voltou a tocar brevemente com ela para a regravação de algumas canções antigas para o álbum First Strike is Still Deadly, bem como para participar da turnê "Thrash of the Titans" que ocorreu em 2001, sob o nome de "The Legacy". 
Em 2005, o guitarrista retornou oficialmente ao Testament para uma turnê na Europa, gravando inclusive o álbum ao vivo Live in London. Ao término da turnê, a banda entrou em estúdio, onde Alex compôs e gravou os solos do disco Formation of Damnation, lançado em 2008. Segundo ele, por causa de sua ausência durante tantos anos, preferiu abster-se de escrever riffs e arranjos, deixando Eric Peterson livre para fazer o disco no estilo Testament (com a exceção de F.E.A.R. (False Evidence Appering Real), que escreveu inteira).
No período em que esteve fora do Testament ele se juntou à banda Savatage para a gravação do álbum Handful of Rain, além de criar a banda de Jazz "Alex Skolnick Trio". 

## Discografia
Testament
- The Legacy (1987)
- Live at Eindhoven (1987)
- The New Order (1988)
- Practice What You Preach (1989)
- Souls of Black (1990)
- The Ritual (1992)
- Return to the Apocalyptic City (1993)
- Live in London (2005)
- The Formation of Damnation (2008)
- Dark Roots of Earth (2012)
- Dark Roots of Thrash (2013)

Savatage
- Handful of Rain (1994)

Trans-Siberian Orchestra
- The Lost Christmas Eve (2004)
- Night Castle (2009)

Alex Skolnick Trio
- Goodbye to Romance: Standards for a New Generation (2002)
- Transformation (2004)
- Last Day in Paradise (2007)
- Veritas (2011)